# Paulista (métro de São Paulo)
Pour les articles homonymes, voir Paulista.
Paulista (en portugais : Estação Paulista) est une station de la ligne 4 - Jaune du métro de São Paulo. Elle est accessible par la rue da Consolação, dans le quartier Consolação, à São Paulo au Brésil.
La station est mise en service en 2010 par le métro de São Paulo. Elle est exploitée par le concessionnaire ViaQuatro. Elle est en correspondance, directe par un cheminement souterrain, et intégrée avec la station Consolação de la ligne 2 - Verte du métro.

## Situation sur le réseau

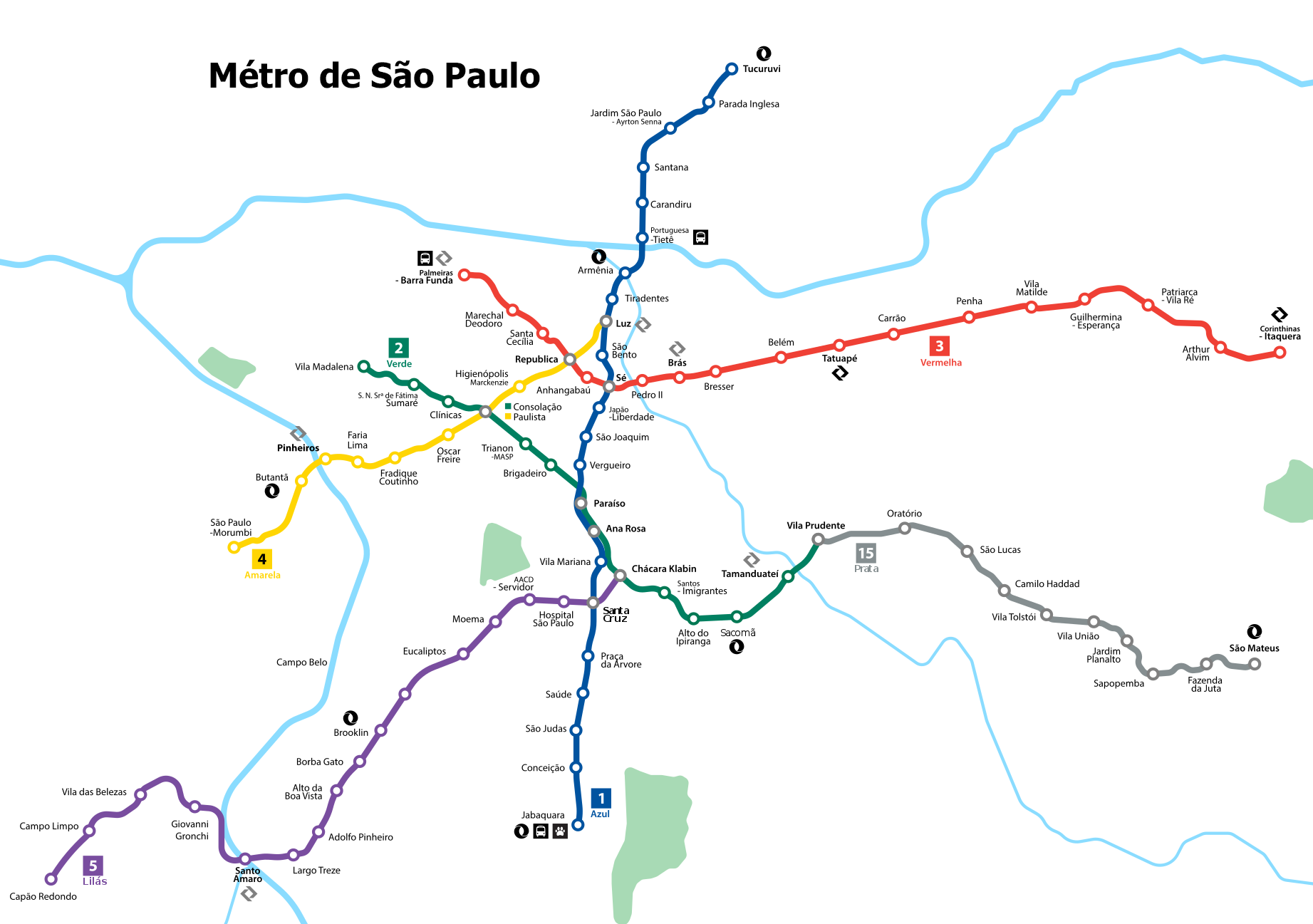
Plan du Métro de São Paulo 2020.

Établie en souterrain, la station Paulista est située sur la ligne 4 du métro de São Paulo (Jaune), entre les stations Higienópolis–Mackenzie, en direction du terminus Luz, et Oscar Freire, en direction du terminus Vila Sônia.

## Histoire
Avant l'ouverture des chantiers, la prévision d'achèvement des travaux des stations, de la première phase de la ligne comprenant la station Paulista, était en 2008. La station Paulista est établie à quatre mètres sous le tunnel des voies de la ligne 2 - Verte, le creusement du tunnel piétonnier la reliant avec la station Consolação de la ligne 2 à près de 30 mètres sous l'avenue Paulista a été la source de difficultés causes de quelques frayeurs pour les ouvriers.
Au cours du chantier la prévision d'ouverture est portée au mois de mars 2010 mais l'ouverture est reportée. Le 25 mai, débute une période d'essais entre la station et celle de Faria Lima. La station Paulista est finalement officiellement mise en service le 21 juin 2010. 
C'est une station souterraine, située à 55,82 mètres de profondeur, disposant de 11 859,45 m2, avec deux quais latéraux, la structure est en béton apparent avec une passerelle de distribution métallique, fixée à l'aide de tirants au-dessus des quais. Des locaux de maintenance et d'assistance sont situés en surface. Elle dispose de dix agents de service et de maintenance de l'exploitant ViaQuatro et dix agents de service et de sécurité.

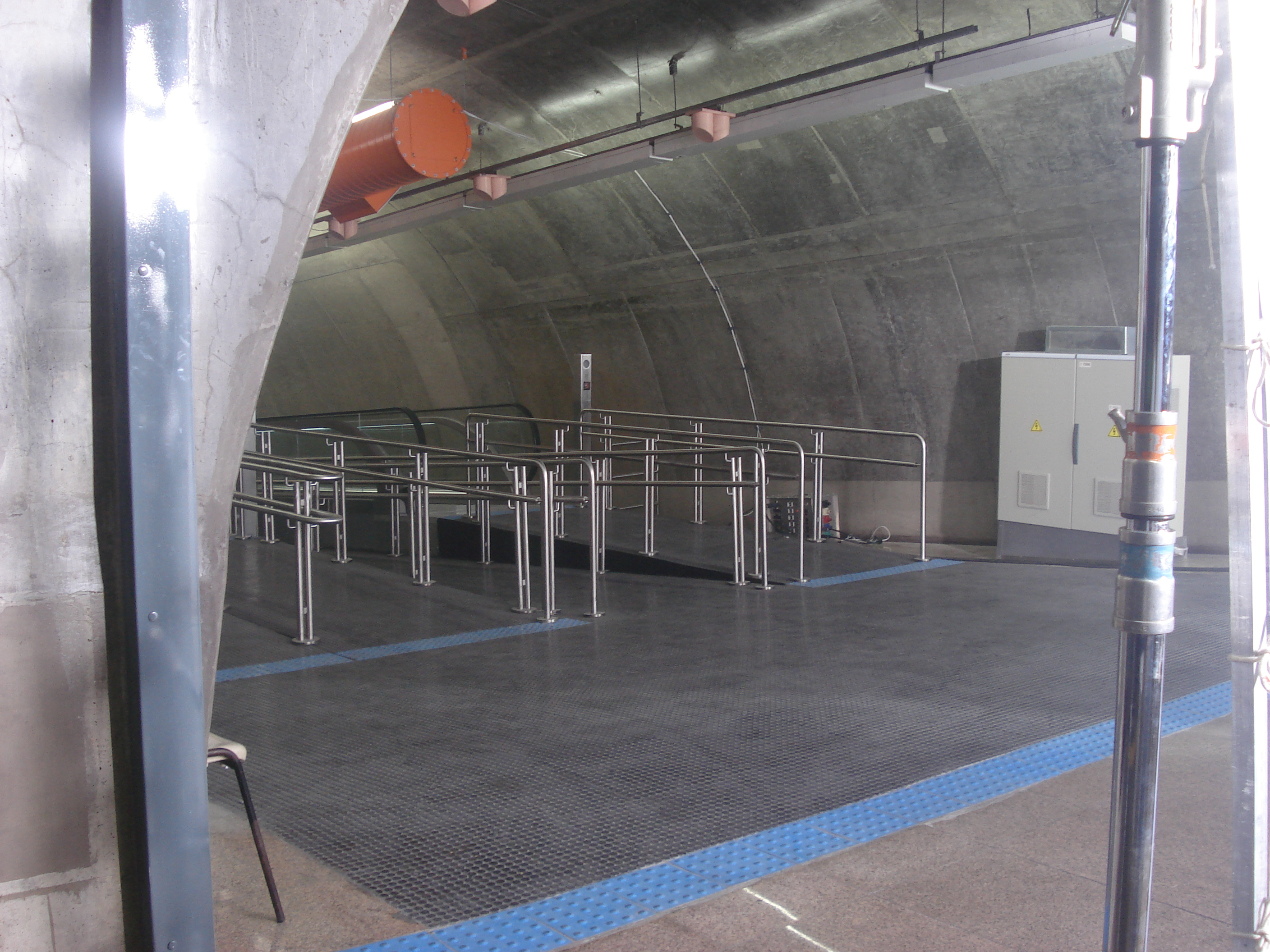
Entrée du tunnel de correspondance

La station dispose d'un tunnel qui la relie avec la station Consolação de la ligne 2 -Verte. Ce tunnel, accessible dans les deux sens, dispose de tapis roulant, les premiers du métro de São Paulo. Le système est composé de six tapis de 45 mètres de long et 1,1 mètre de large, fabriqués par ThyssenKrupp. Ils consomment peu d'énergie quand il n'y a pas de piétons  et leur système de traction ne comporte pas de chaîne, ce qui dispense d'une lubrification supplémentaire. La capacité totale est de 20 000 passagers par heure.
Le tunnel de correspondance, de 195 mètres, entre la ligne 4 et la ligne 2, atteint rapidement ses limites aux heures de pointe ce qui a nécessité, pour des raisons de sécurité, la suppression de quatre des tapis roulant.

## Services aux voyageurs

### Accès et accueil
La station dispose de deux accès, par le n°2381 de la rue da Consolação, et par le n°2360 de l'avenue Angélica. Elle est accessible par les personnes à la mobilité réduite.

Installations
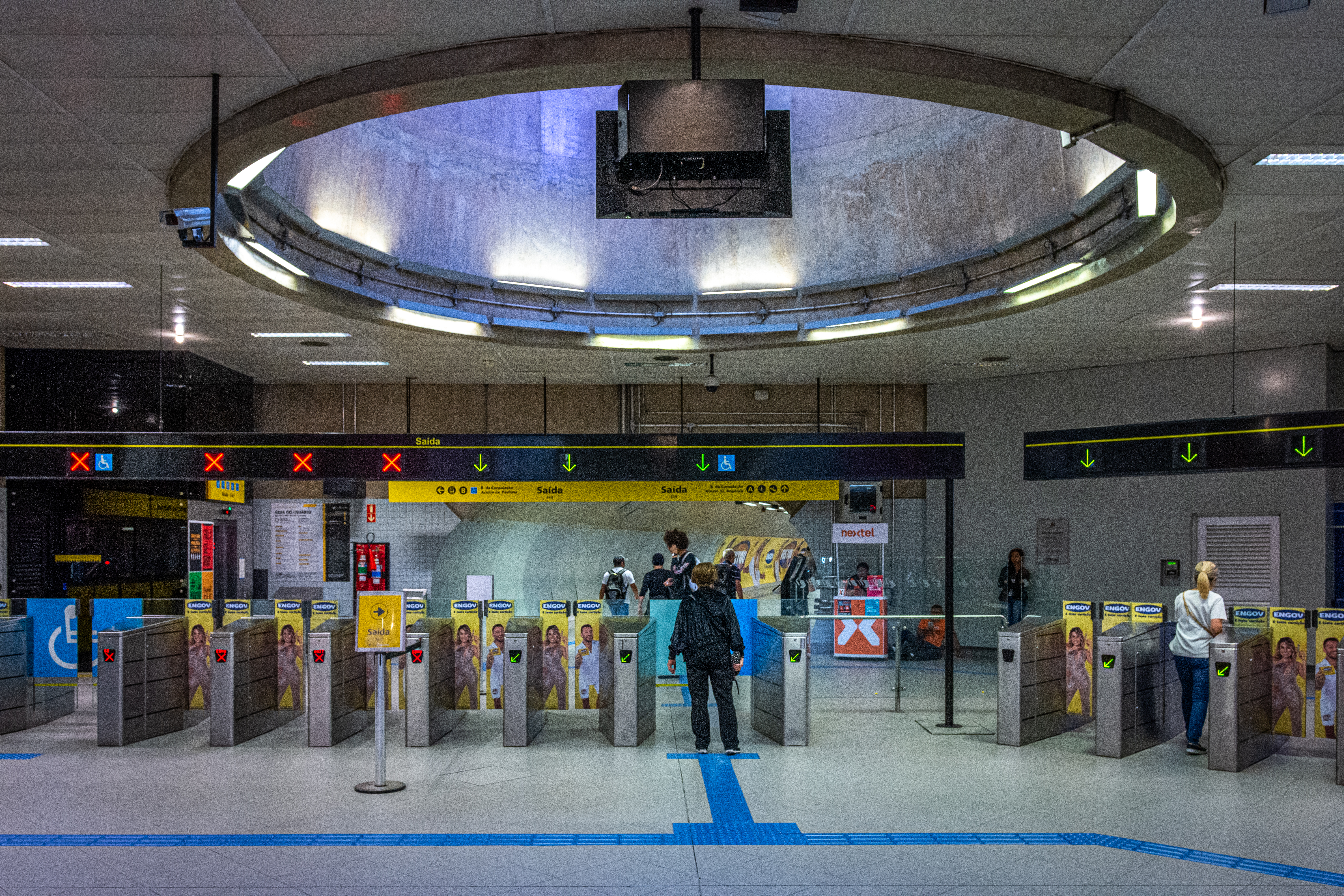
Tourniquets.
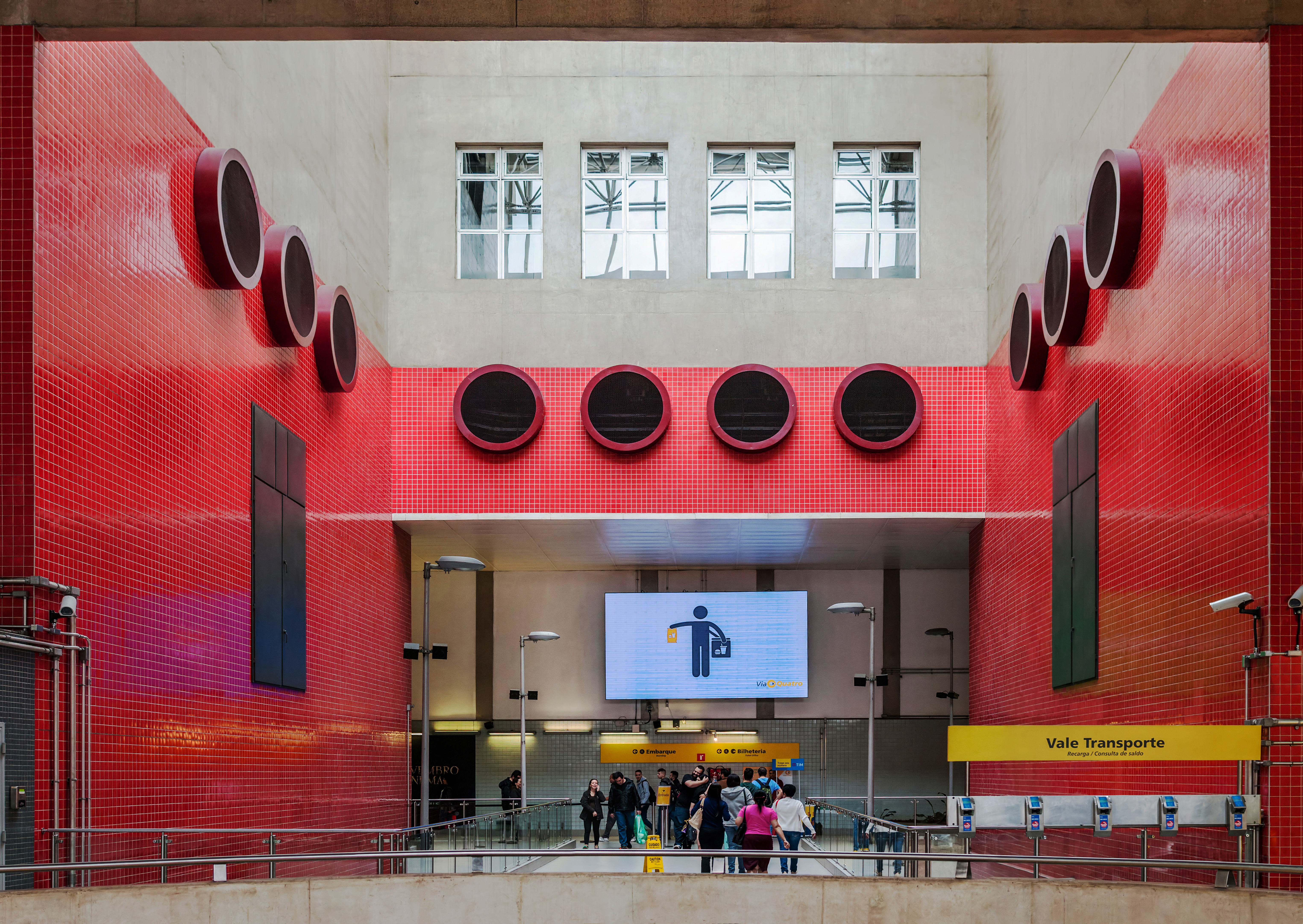
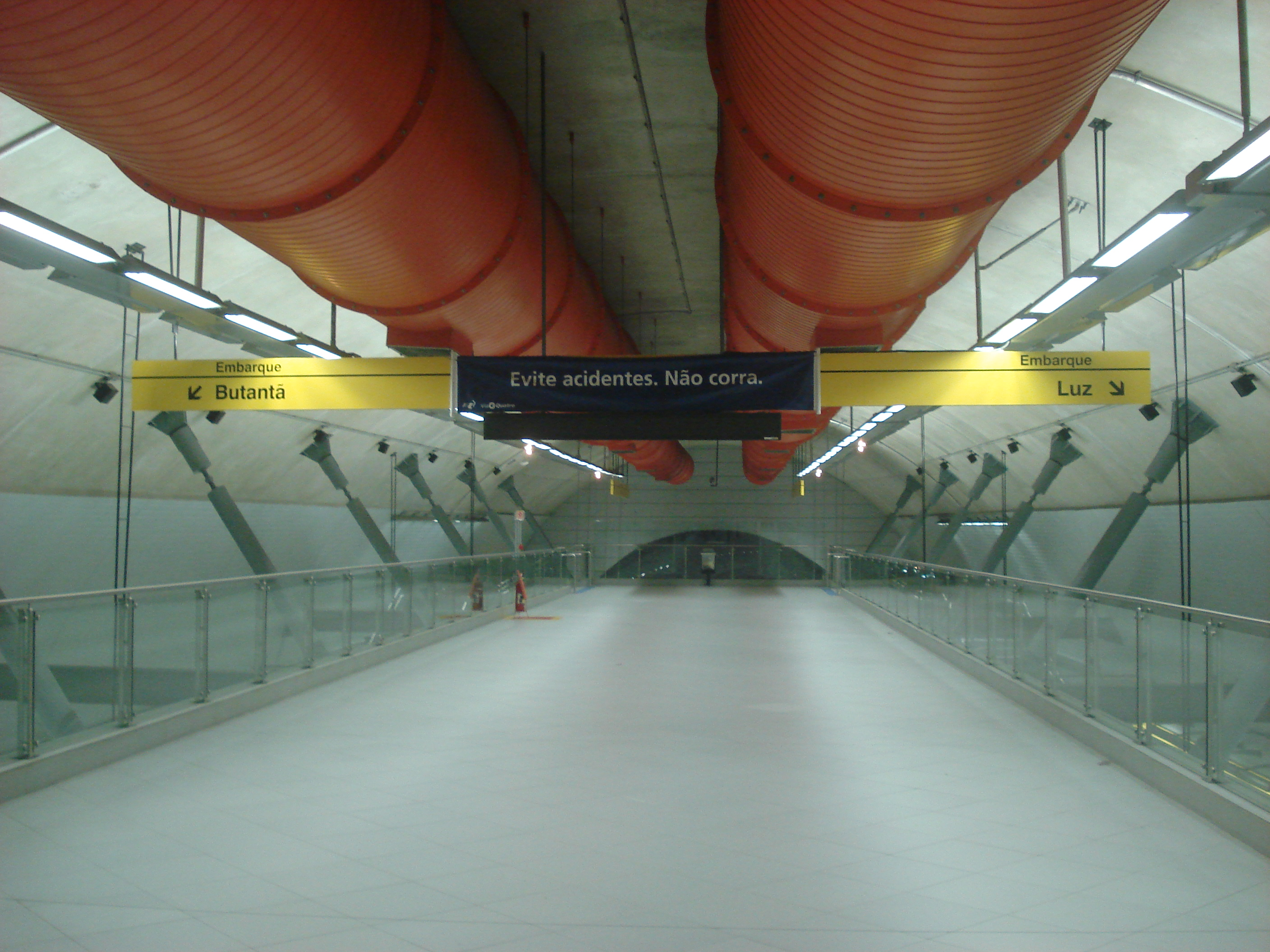
Passerelle.

### Desserte
| Ligne                         | Terminus                  | Stations | Durée du voyage (min) | Intervalle entre les trains (min) | Opération                                                                  |
| ----------------------------- | ------------------------- | -------- | --------------------- | --------------------------------- | -------------------------------------------------------------------------- |
| Ligne 4 du métro de São Paulo | Luz ↔ São Paulo - Morumbi | 10       | 10                    | 2                                 | Tous les jours, de 4 h 40 à 0 h. Les samedis, de 4 h 40 à 1 h le dimanche. |

Portes palières
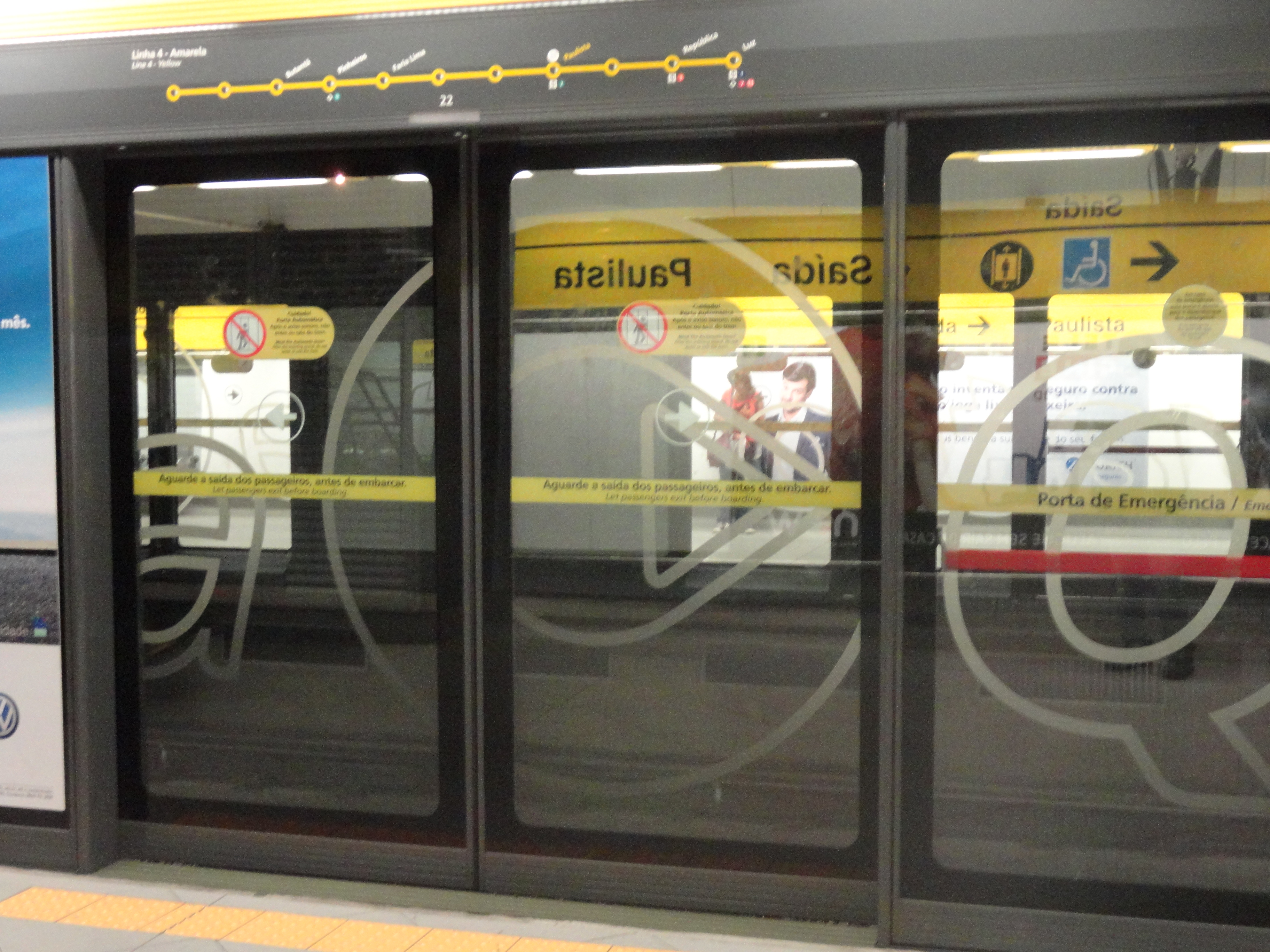
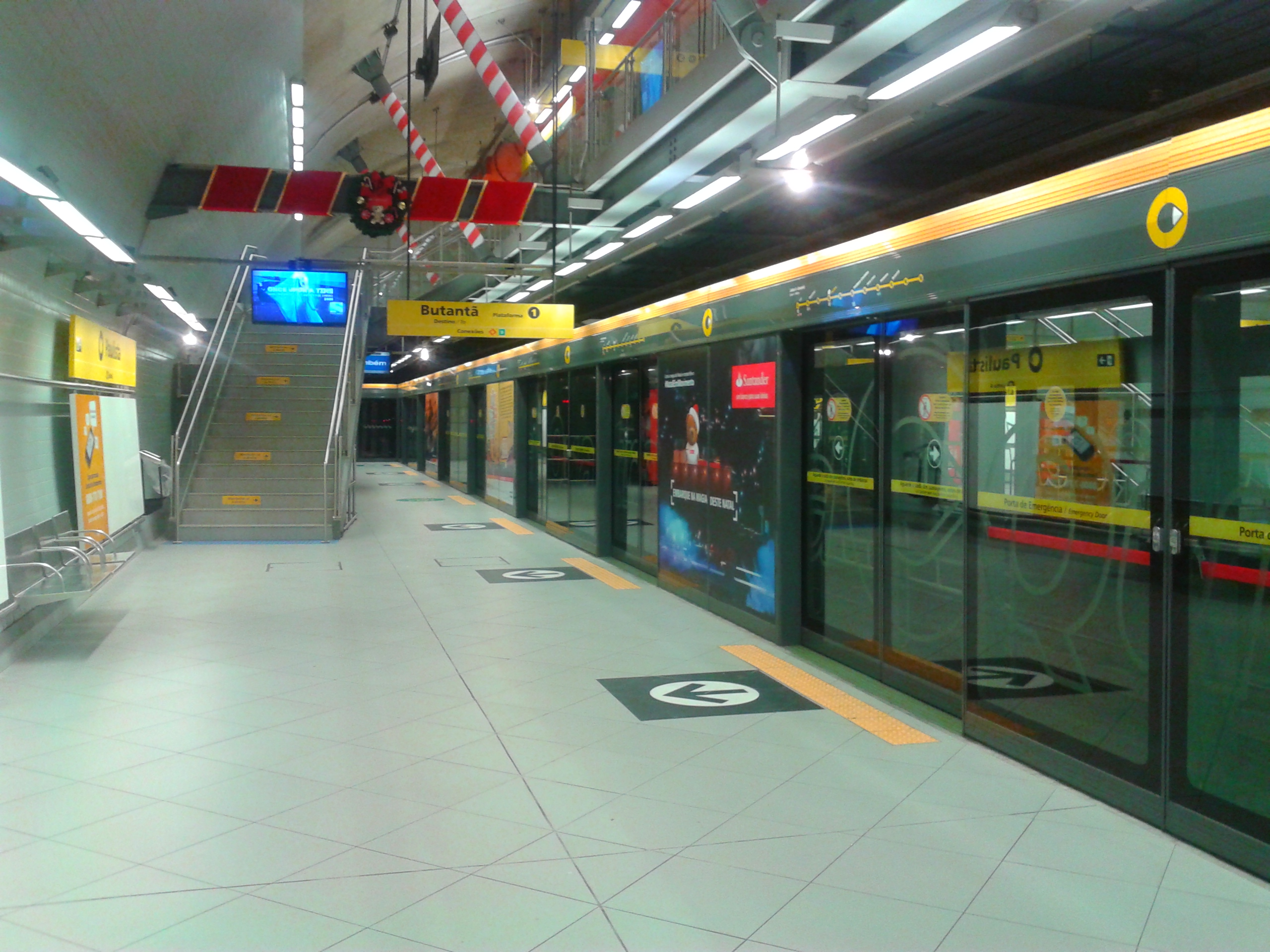
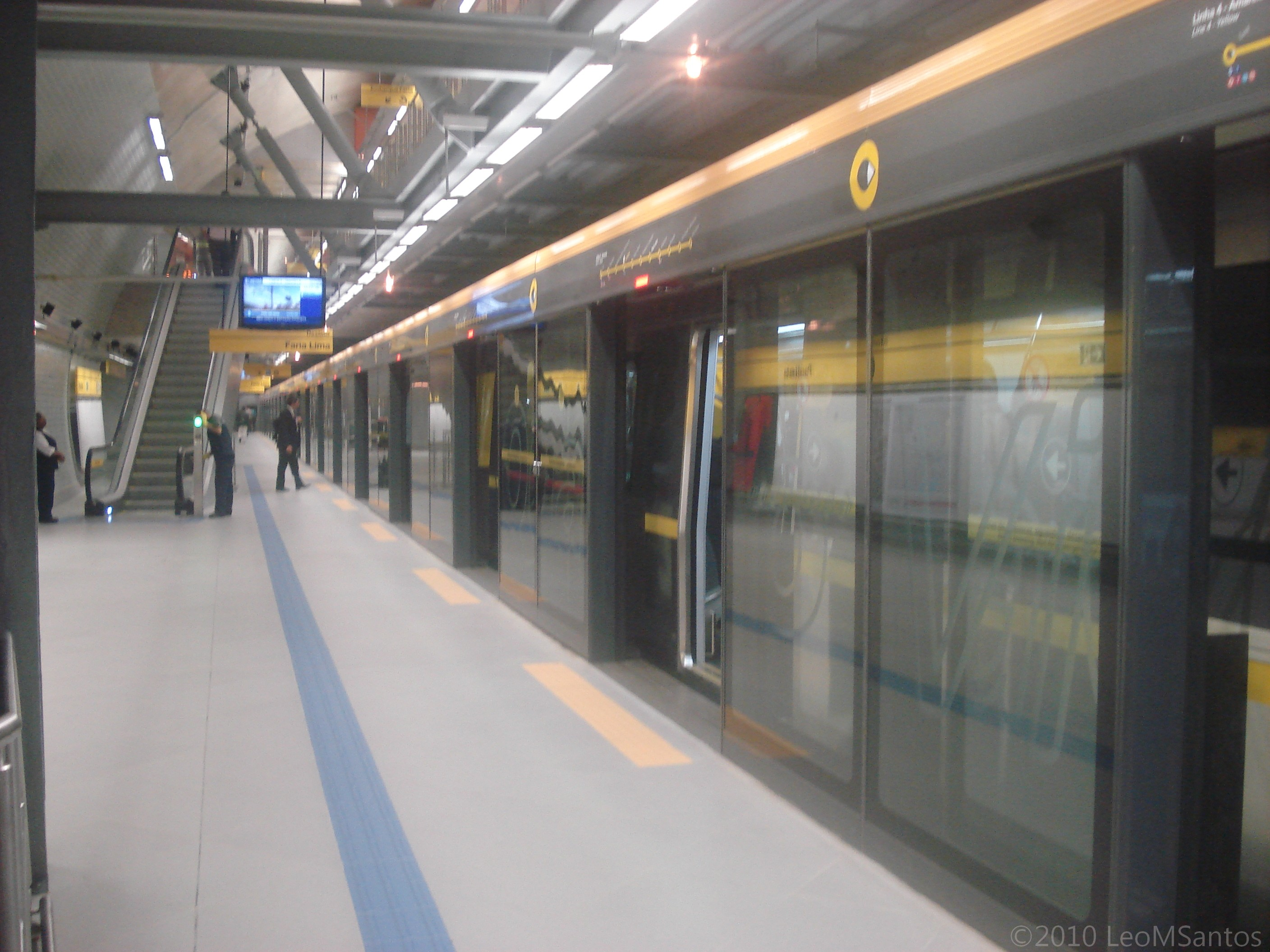

### Correspondance
La station est en correspondance intégrée, par l'intermédiaire d'un tunnel piétonnier souterrain, avec la station station Consolação desservie par la ligne 2 du métro de São Paulo.

## À proximité
- Avenue Paulista

## Projets
À la fin de l'année 2020, un appel d'offres est publié au journal officiel pour la construction d'un deuxième tunnel afin qu'il n'y ait dans chacun des deux tunnels qu'un seul sens de circulation : l'ancien tunnel de Paulista à Consolação et dans le nouveau de Consolação à Paulista. La livraison du nouveau tunnel est prévue en 2024.